# Schulzeviella gigas
Schulzeviella gigas är en svampdjursart som först beskrevs av Schulze 1886.  Schulzeviella gigas ingår i släktet Schulzeviella och familjen Pheronematidae. Inga underarter finns listade i Catalogue of Life.